# Louis Fréderic Jacques Ravené
Louis Fréderic Jacques Ravené (* 1. Juni 1823 in Stettin; † 28. Mai 1879 Marienbad, auch Ludwig Friedrich Jacob Ravené) war ein Stahl- und Eisengroßhändler sowie Kunstmäzen in Berlin.

## Leben

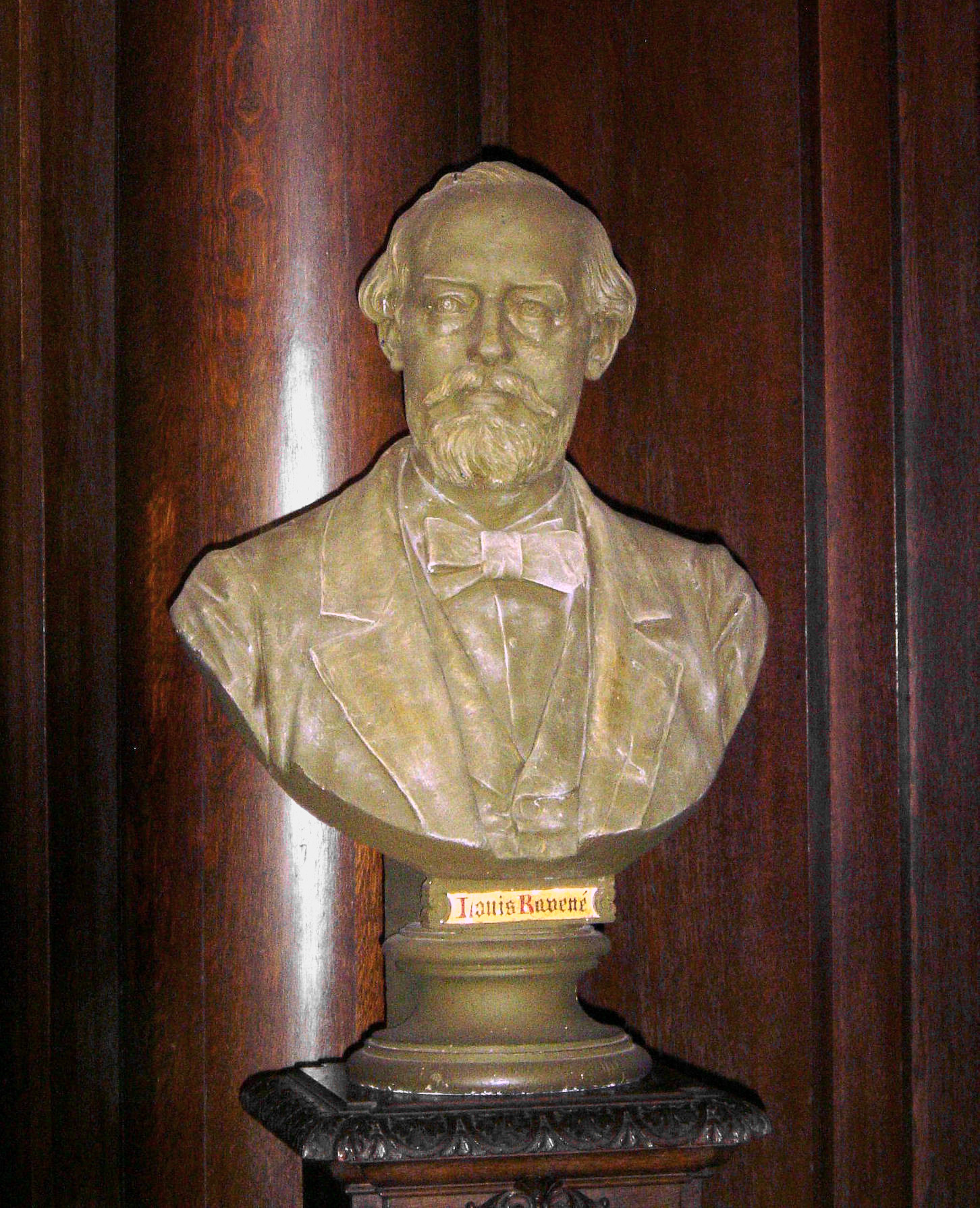
Eine Büste Louis Jacques Ravenés erinnert in der Burg Cochem an den Abschluss des Wiederaufbaus

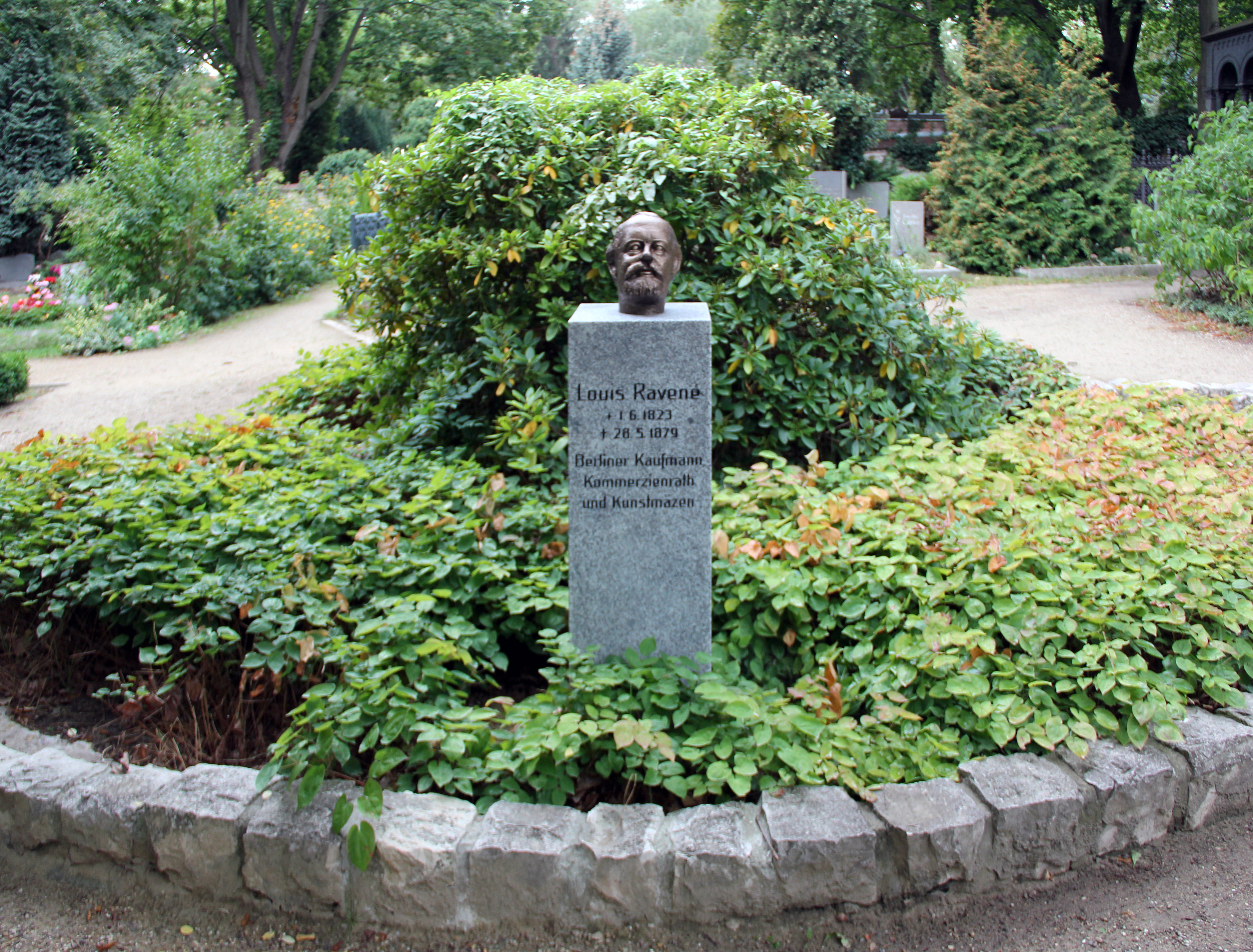
Grabstätte, Chausseestraße 126, in Berlin-Mitte

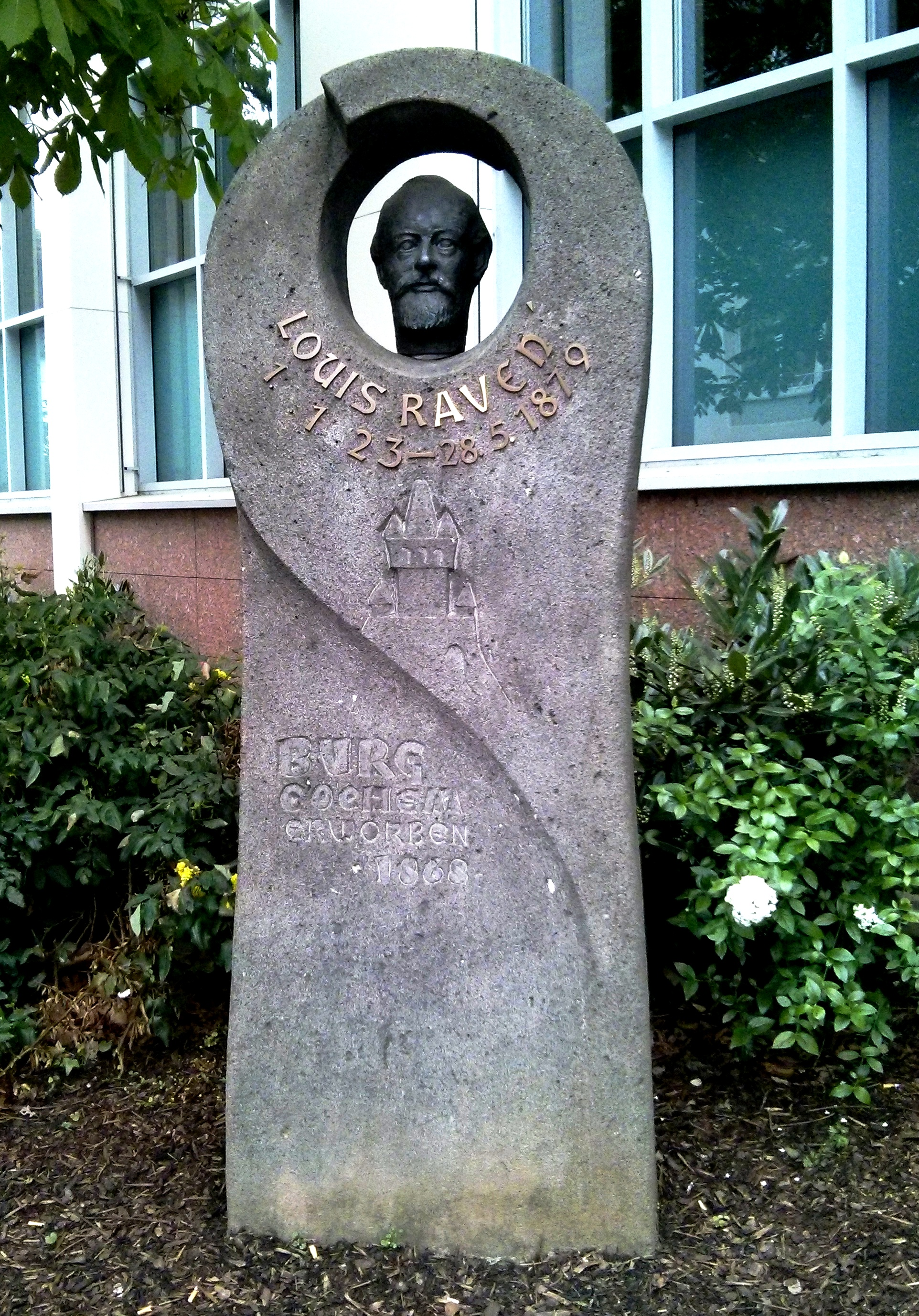
Denkmal in der Cochemer Ravenéstraße (Aufn. von 2014)

Louis Jacques war ein Nachfahre der hugenottischen Flüchtlingsfamilie Ravené aus Frankreich. Von seiner Familie übernahm er die Eisenhandlung Jacob Ravené Söhne. Sein Vater war Pierre Louis Ravené. Während dieser in der Wallstraße in Berlin-Mitte das Stammhaus betrieb, eröffnete sein Sohn in unmittelbarer Nähe einen Filialbetrieb in der Neuen Grünstraße 17. Nach dem Tod des Vaters 1861 übernahm Louis Jacques die Leitung des gesamten Unternehmens.
Louis Jacques Ravené heiratete 1864 die 22 Jahre jüngere Therese von Kusserow (1845–1912). Ihr Bruder war Heinrich von Kusserow, ihre Schwester Ottilie von Hansemann – somit gab es auch familiäre Beziehungen zur mächtigen Bankiersfamilie des Adolph von Hansemann.
Eines der drei Kinder der Ravenés war 1866 Louis Auguste. Nach dem recht frühen Tod des Vaters wurde der inzwischen sehr einflussreich gewordene Hansemann deren Vormund.
Louis Jacques baute im damals noch fast ländlichen Moabit nahe dem Tiergarten eine große Villa in der Werftstraße. In der Umgebung im Nordwesten Berlins machte er sich durch mehrere wohltätige Stiftungen um die Kommunen verdient. Deshalb wurde 1895 die Ravenéstraße in Berlin-Gesundbrunnen nach ihm benannt, zuvor besaß die Firma in dieser Straße einen Lagerplatz. 1968 wurde die Handelsschule in der Ravenéstraße ebenfalls nach ihm benannt. 1981 zog die Schule um in einen Neubau in der Straße Alt-Moabit 10 – mehr zufällig in unmittelbarer Nähe der inzwischen nicht mehr existierenden Villa. Das zwischenzeitliche Ravené-Gymnasium ging 1996 im Oberstufenzentrum Banken und Versicherungen auf.
Wie schon sein Vater war Louis Jacques Ravené künstlerisch interessiert. Zusammen mit dem Maler Ernst Ewald und dem Architekten Hermann Ende gründete er eine Fayencewerkstatt. Weiterhin war er Vorstandsmitglied des Kunstgewerbemuseums. Die vom Vater übernommene Gemäldesammlung blieb der Öffentlichkeit zugänglich.
Louis Jacques wurde 1874 von seiner Ehefrau Therese verlassen für den Hausgast Bankier Gustav Simon, den sie dann 1876 heiratete. Dies erregte großes Aufsehen in der Berliner Gesellschaft. Theodor Fontane diente die Affäre später als Vorlage für das Ehepaar van der Straaten in dem Roman L’Adultera – dazu unten mehr.
Ravené verbrachte zwischen 1852 und 1861 sechsmal seinen Kuraufenthalt in Ilmenau und hatte sich „durch Wohltätigkeit in großem Maßstab“ um die Stadt verdient gemacht, weshalb er am 3. Januar 1854 zum Ehrenbürger geworden war. 1854 wurde ihm der Rote Adlerorden 4. Klasse verliehen. 1862 erhielt er den Titel Kommerzienrat.
1868 kaufte Ravené die Ruine der Reichsburg bei Cochem an der Mosel vom preußischen Domänenfiskus. Sein Freund, der Architekt Hermann Ende, erstellte die Pläne für den Wiederaufbau, der seinen Abschluss 1874 bis 1877 durch Julius Carl Raschdorff erfuhr, der später den Berliner Dom entwarf. Louis Jacques Ravené wurde nun auch Ehrenbürger der Stadt Cochem. Den vollständigen Innenausbau der Burg erlebte er nicht mehr. Diesen besorgte später sein Sohn Louis Auguste, der dann auch die Tochter des Architekten Ende heiratete. Die Burg blieb bis 1942 im Familienbesitz und wurde als Sommersitz genutzt.
Ravenés Reichtum und seine Wohltaten verschafften ihm großes Ansehen in verschiedenen deutschen Städten und in der Gesellschaft.
In seinem Todesjahr, vermutlich erst nach seinem Ableben, wurde 1879 die von der Komoreninsel Johanna eingeführte Palme Ravenea nach ihm benannt. Diese Ehrung nahm der Direktor des Königlichen Botanischen Gartens Berlin Carl David Bouché vor. Dieser war wie die Familie Ravené hugenottischer Herkunft; zu Beginn des 18. Jahrhunderts waren noch beide Familien in Berlin im Gartenbau tätig gewesen.
In Familientradition führte er von seinen Vornamen oft nur Louis Ravené wie sein Vater, die Firma und nach ihm sein Sohn; genauso nannte er sich auch Jacques Ravené wie sein Großvater und der Name der Firma zur Zeit der Übernahme. Dies führte später immer wieder zu Verwechslungen. Die Vornamen wurden auch in der deutschen Form benutzt.
Louis Fréderic Jacques Ravené wurde auf dem Friedhof der französischen Gemeinde in Berlin bestattet. Das hallenartige, nach Plänen von Hermann Ende und Wilhelm Böckmann errichtete Grabmal, das eine marmorne Sitzfigur des Verstorbenen – geschaffen von Heinz Hoffmeister – barg, wurde in den 1960er Jahren abgetragen. Auf den Grundmauern wurde die Grabstätte durch eine gemauerte Lage von Kalksteinen markiert. Sie befindet sich etwa in der Mitte des Hauptweges des Friedhofes und wird zukünftig durch eine Abformung der Cochemer Ravené-Büste geschmückt werden.

## Theodor Fontane
Einen Monat nach dem Tod Ravenés las Theodor Fontane in der Vossischen Zeitung (für die er damals selbst schrieb) über die Versteigerung der Pflanzensammlung aus dem Nachlass – und schrieb einen Roman: L’Adultera. Wie bei Effi Briest und Frau Jenny Treibel wurde das Vorbild der realen Berliner Gesellschaft entnommen.
Die realen Lebensumstände der Eheleute Ravené finden sich beim Ehepaar van der Straaten wieder:
- Kommerzienrat, wichtiger Finanzier in Berlin (Kapitel 1)
- Stadtwohnung nahe Petrikirche (Kapitel 1): Wallstraße / Neue Grünstraße rund 200 m entfernt
- Villa am Rand des Tiergartens (Kapitel 1)
- Pflanzen (Kapitel 7) – bei Fontane sind Pflanzen regelmäßig ein bedeutsames Motiv.
- Palme (Kapitel 12) siehe Ravenea. Im Palmenhaus der van der Straaten spielt eine Schlüsselszene.
- Einwandererfamilie – Holländer statt Hugenotten (Kapitel 1)
- Zehn Ehejahre (Kapitel 1)
- Altersunterschied (statt 22) 25 Jahre (Kapitel 1)
- Bankierssohn als Hausgast (Kapitel 3)
- Ehekonflikt (Romantitel) – der Moral der Zeit entsprechend nur vage angedeutet
- Bildersammler (Kapitel 7)
- „Die Mohrenwäsche“ (Kapitel 3) – ein (damals) sehr bekanntes Gemälde (1843) von Carl Joseph Begas zur Illustration des alten Ausspruchs; war schon in der Sammlung des Vaters.

Neben diesen Eckdaten, von denen sich Fontane anregen ließ, ist die gesamte und schon fünf Jahre zurückliegende Handlung frei erfunden.
Fontane kannte die Familienmitglieder nicht persönlich. Die Erziehung der Ravené-Kinder wurde jedoch maßgeblich übernommen vom Prokuristen der Firma, Paul Harder, dessen Ehefrau eine Freundin der Ehefrau Fontanes war und über die wohl einige Einzelheiten und Anregungen flossen.